# Douvres-la-Délivrande
Douvres-la-Délivrande is een gemeente in het Franse departement Calvados in de regio Normandië. De plaats maakt deel uit van het arrondissement Caen. Douvres-la-Délivrande telde op 1 januari 2022 5.123 inwoners.
Het dorp is bekend doordat in de plaatselijke kerk een Zwarte Madonna wordt bewaard. Tijdens de Tweede Wereldoorlog vestigden de Duitsers een Würzburg-radarpost bij het dorp, die tijdens D-Day zonder succes werd aangevallen door de 30e Assault Unit van de Britten (zie Jacht op het Duits atoomwapen in WOII). Na de oorlog werd er La Delivrande War Cemetery gevestigd, een van de militaire begraafplaatsen in Normandië, met 927 grafstenen plus 182 Duitse graven.
In de gemeente liggen de gesloten spoorwegstations Chapelle-la-Délivrande en Douvres-la-Délivrande.

## Geografie
De oppervlakte van Douvres-la-Délivrande bedroeg op 1 januari 2022 10,71 vierkante kilometer; de bevolkingsdichtheid was toen 478,3 inwoners per km².
De onderstaande kaart toont de ligging van Douvres-la-Délivrande met de belangrijkste infrastructuur en aangrenzende gemeenten.

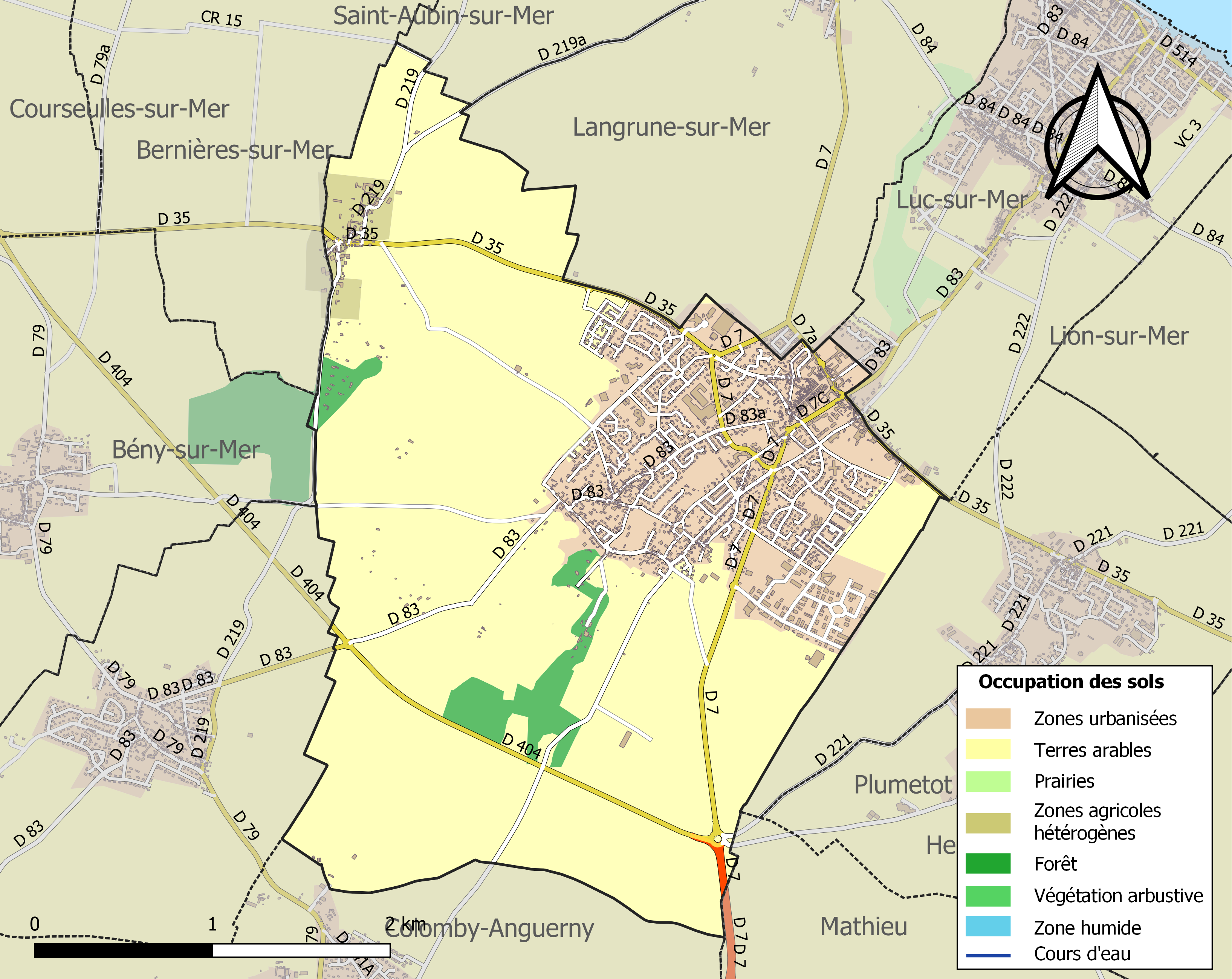

## Demografie
Onderstaande figuur toont het verloop van het inwonertal (bron: INSEE-tellingen).
Vanwege een beveiligingsprobleem met de MediaWiki Graph-software is het momenteel niet mogelijk deze grafiek weer te geven. Zodra de software is bijgewerkt zal de grafiek vanzelf weer zichtbaar worden.